# Gonfalone dello Spirito Santo
Il Gonfalone dello Spirito Santo è un dipinto a tempera su tela (156x104 cm) di Luca Signorelli, datato al 1494 e conservato nella Galleria nazionale delle Marche di Urbino. Esso è dipinto su due lati, che mostrano rispettivamente la Crocifissione e la Discesa dello Spirito Santo. 

## Storia
L'opera venne dipinta per la Confraternita dello Spirito Santo ad Urbino nel 1494 ed era destinata ad essere portata in processione durante le funzioni pubbliche. In quel periodo Signorelli, allontanatosi da Firenze per la caduta dei Medici, riparò ad Urbino, dove per altro era già stato in gioventù, al seguito di Piero della Francesca. Qui la sua opera sembra rinnovarsi alla raffinatezza della scuola locale.
Il contratto venne firmato a Cortona dal pittore di maioliche Filippo Gueroli, forse l'agente di Signorelli a Urbino, con un tempo di esecuzione previsto di quattro mesi e un compenso di venti fiorini. I due lati vennero divisi nel 1775.

## Descrizione e stile
La Crocifissione, col Crocifisso che si staglia sul cielo e l'affollata scena inferiore ricca di personaggi in vari stati d'animo, contiene citazioni dell'arte fiamminga, così viva alla corte di Urbino (Pedro Berruguete, Giusto di Gand).
La Discesa dello Spirito Santo è invece fortemente influenzata dalla cultura prospettica cittadina, con richiami a Paolo Uccello e Piero della Francesca. Ne è prova il pavimento a scacchiera scorciato e la scatola della stanza, dove in alto, nella volta a botte, è apparso l'Eterno in un nimbo luminoso tra due angeli simmetrici, alla Perugino. Gli apostoli sono disposti a ferro di cavallo nella stanza, con al centro Maria, seguita dalle Pie Donne. Su ciascuno degli interessati si trova la tipica fiammella, simbolo dell'illuminazione divina. Gli effetti luminosi sottolineano l'oscurità della stanza chiusa, con la luce proveniente dall'apparizione divina in alto. 

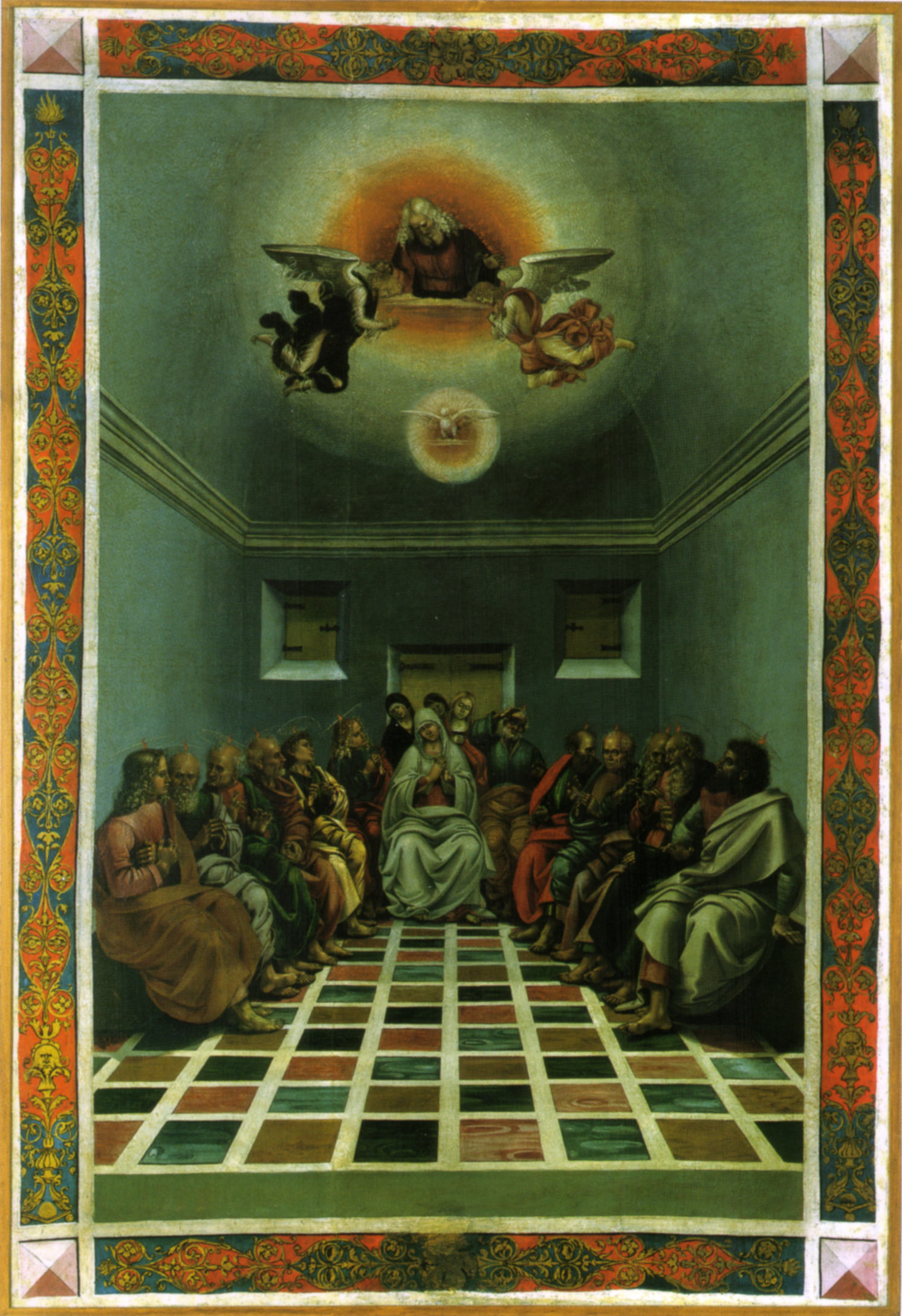
Pentecoste